# Esko Nikkilä

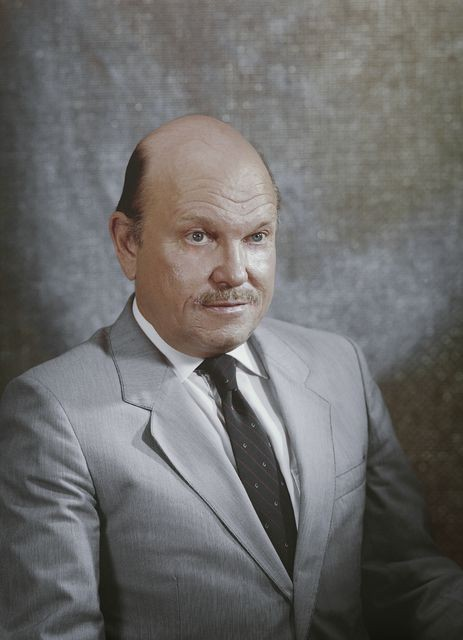
Esko Nikkilä år 1986.

Esko Antero Nikkilä, född 30 augusti 1926 i Helsingfors, död 21 september 1986 i Vanda, var  en finländsk läkare och professor.
Nikkilä blev medicine och kirurgie doktor 1953. Han var 1958–1962 docent i internmedicin vid Helsingfors universitet och blev 1962 professor samt överläkare för III medicinska kliniken vid Helsingfors universitetscentralsjukhus. Han var 1961–1970 chefredaktör för tidskriften Duodecim, som han starkt förnyade. Han var  forskarprofessor 1971–1976.
Nikkilä undersökte bland annat orsakerna till hjärt-kärlsjukdomarna, som han tidigt visade sammanhänga med förändringar i blodets lipoproteiner. Han erhöll Matti Äyräpää-priset 1971 och Anders Jahres medicinska pris 1979.